# This Book is Gay
This Book Is Gay (lit. ‘Aquest llibre és gai’) és un llibre de no-ficció escrit per Juno Dawson i il·lustrat per Spike Gerrell, publicat per primera vegada al Regne Unit el 2014 i posteriorment als Estats Units el juny de 2015. És un «manual per a tots els àmbits de la vida com a persona LGBT» i pretén servir com a guia «perquè els joves descobreixin la seva identitat sexual i com navegar per aquestes aigües incòmodes».
Ha estat prohibit i qüestionat amb freqüència als Estats Units, segons determina l'Oficina de Llibertat Intel·lectual de l'Associació Americana de Biblioteques.

## Resum
This Book is Gay es divideix en una introducció, 12 capítols i diverses seccions de fons plenes de recursos. Dawson explora primer la varietat d'identitats cobertes pel terme paraigua LGBTQ+. A continuació, explica les teories de la base biològica de la identitat LGBTQ+ i fa servir aquestes idees per abordar el biaix anti-LGBTQ+. Després d'establir termes, arguments i confiança en l'autenticitat de les identitats LGBTQ+, Dawson examina la vida social a la comunitat LGBTQ+. Mira el paisatge dels espais físics LGBTQ+, com conèixer altres persones LGBTQ+ i com funciona el sexe LGBTQ+. Acaba el llibre amb una breu mirada a les associacions romàntiques/sexuals LGBTQ+ de tota la vida. Subratlla la fluïdesa de la identitat i la validesa de les identitats canviants. Els lectors tenen una breu llista d'icones i mitjans de comunicació LGBTQ+ per investigar més, juntament amb informació de contacte de diverses organitzacions LGBTQ+.
Abans d'escriure This Book is Gay, Dawson havia treballat com a «professora d'educació sexual i benestar» durant set anys. El 2012, quan el seu editor li va demanar que escrigués This Book is Gay, no estava segura d'emprendre «un projecte tan massiu». No obstant això, volia escriure un llibre que hauria trobat beneficiós per a ella mateixa com a adolescent queer, així com un llibre que podria ajudar a protegir els joves en l'era d'Internet, on la desinformació és generalitzada.
Més enllà de parlar de temes relacionats directament amb les relacions sexuals, This Book is Gay cobreix «el benestar i la relació i el costat nutritiu» de les relacions sexuals, que Dawson afirma que «era molt important per a [ella], perquè els joves queer poguessin imaginar-se un futur per a ells mateixos com a adults queer ben adaptats».

## Estructura

### Capítols
- Capítol 1 ("Benvingut al club de socis") és una introducció al "club de membres" de la identitat/comunitat LGBTQ+. Dawson estableix el seu to humorístic i el seu estil d'escriptura irreverent. Examina la dificultat d'acceptar ser LGBTQ+ en un món que suposa que ser cisgènere i heterosexual és la predeterminada, la qual cosa requereix un llibre d'autoajuda com el seu.[5]
- Capítol 2 ("El joc dels noms") descriu diverses identitats comunes cobertes per l'acrònim LGBTQ+, què signifiquen i com determinar la pròpia identitat. Dawson creu que hi ha tres coses que es poden fer quan s'adonen que poden ser LGBTQ+: poden ignorar aquests sentiments, poden acceptar-los i no etiquetar-los, o poden acceptar els sentiments i seleccionar una (o etiquetes). La tercera i última opció és on comença la identitat, o "el joc de noms".[5]
- Capítol 3 ("No pots confondre la nostra biologia") explora diverses teories sobre la base biològica de les identitats LGBTQ+. Aquests van des d'una discussió sobre l'epigenètica fins a les hormones prenatals a l'úter. Dawson creu que les causes arrels biològiques no són necessàries per validar les identitats LGBTQ+.[5]
- Capítol 4 ("Els estereotips són caca") examina i desmenteix molts estereotips sobre la comunitat LGBTQ+. Dawson explica que alguns estereotips estan arrelats en un gra de veritat i creen identitats LGBTQ+ dins de la comunitat més gran (com ara les identitats de "twink" i "ós" entre els homes gais).[5]
- Capítol 5 ("La por") aborda la por de sortir de l'armari i el biaix anti-LGBTQ+ que es pot enfrontar. Dawson ofereix una breu història de l'epidèmia de VIH/sida, així com consells sobre què fer davant la discriminació.[5]
- Capítol 6 ("Haterz Gon' Hate") continua l'exploració del capítol 5 dels biaixos anti-LGBTQ+. Dawson exposa l'estat global dels drets LGBTQ+ i quins països no són segurs per visitar. Dawson examina diverses religions i ofereix al lector contraarguments contra el biaix anti-LGBTQ+ basat en la religió, amb un enfocament particular en el cristianisme.[5]
- Capítol 7 ("Coming Out") tracta sobre "sortir de l'armari" a l'escola secundària. Dawson cobreix les coses a fer i a no fer de sortir i ofereix uns quants guions per ajudar tant als amics com a la família.[5]
- Capítol 8 ("On conèixer gent com tu") ajuda els lectors a navegar per l'escena social LGBTQ+. Dawson cobreix espais socials com ara bars LGBTQ+, aplicacions de cites i aplicacions dissenyades específicament per trobar parelles sexuals.[5]
- Capítol 9 ("Els detalls del sexe gai") ofereix consells detallats sobre com abordar el sexe LGBTQ+, com tractar el cos d'altres persones i pràctiques de sexe segur.[5]
- Capítol 10 ("Nesting") analitza les associacions a llarg termini per a persones LGBTQ+. Dawson explora la possibilitat de tenir fills i parla de la relació de la comunitat LGBTQ+ amb la monogàmia i el poliamor.[5]
- Capítol 11 ("Barrets") destaca la fluïdesa de les identitats. Dawson utilitza la interseccionalitat per explicar que les identitats LGBTQ+ són una petita part d'una persona sencera.[5]
- Capítol 12 ("Una guia per reconèixer els vostres sants gais") és un capítol breu i ordenat alfabèticament que enumera persones LGBTQ+ famoses i mitjans inclusius LGBTQ+. S'anima el lector a investigar aquestes xifres i treballar per incloure més representació LGBTQ+ a les seves vides.[5]

## Recepció

### Premis
- 2020 YA Book Prize for MEAT MARKET.[7]

### Polèmica i censura
This Book is Gay s'ha enfrontat a polèmica des de la seva publicació als Estats Units.
En el novembre de 2015, els residents de Wasilla, van demanar que retirés el llibre d'una biblioteca pública, amb una sèrie de residents que s'oposaven al contingut sexualment explícit. L'any següent, tots els llibres de no-ficció de la secció d'adults i joves de la biblioteca de Wasilla es van traslladar a la secció d'adults a causa de les queixes dels pares sobre el llibre, i «el director de la biblioteca va ser qualificat de pedòfil en els debats públics molt controvertits... per defensar el llibre d'educació sexual per a adolescents». Dawson va respondre dient que l'esdeveniment va posar en relleu com «encara hi ha una mentalitat tancada i un odi amb què lluitar».
En l'any 2022, va empatar per la desena posició dels llibres més prohibits i desafiats als Estats Units aquell any, segons l'Oficina per a la llibertat intel·lectual de l'Associació Americana de Biblioteques, amb reptes provinents de nombrosos districtes escolars. La Universitat de Vanderbilt el va nomenar el novè llibre més prohibit del país.